# Ánfora de Hermonacte en Wurzburgo

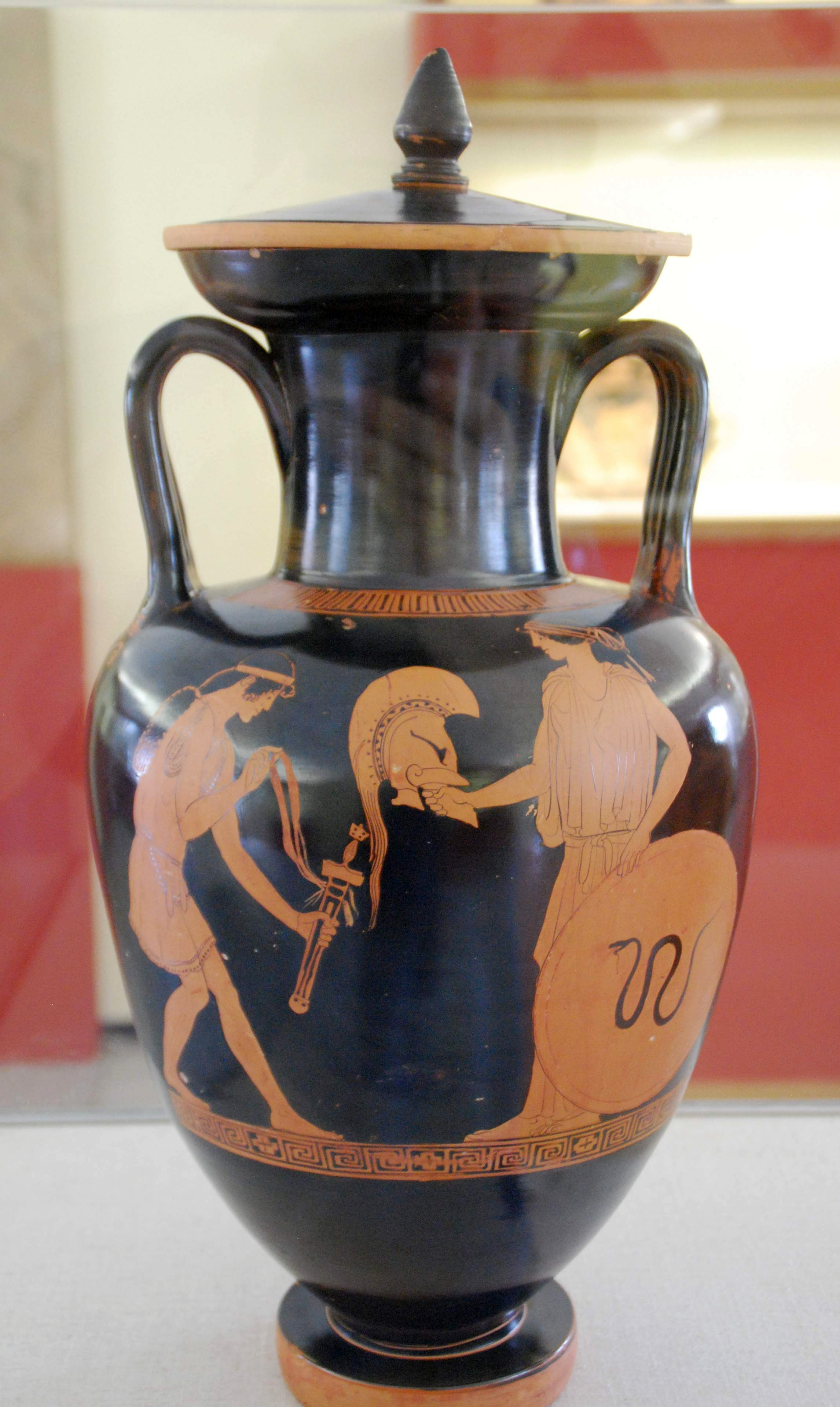
Parte delantera con la escena del guerrero disponiéndose a armarse.

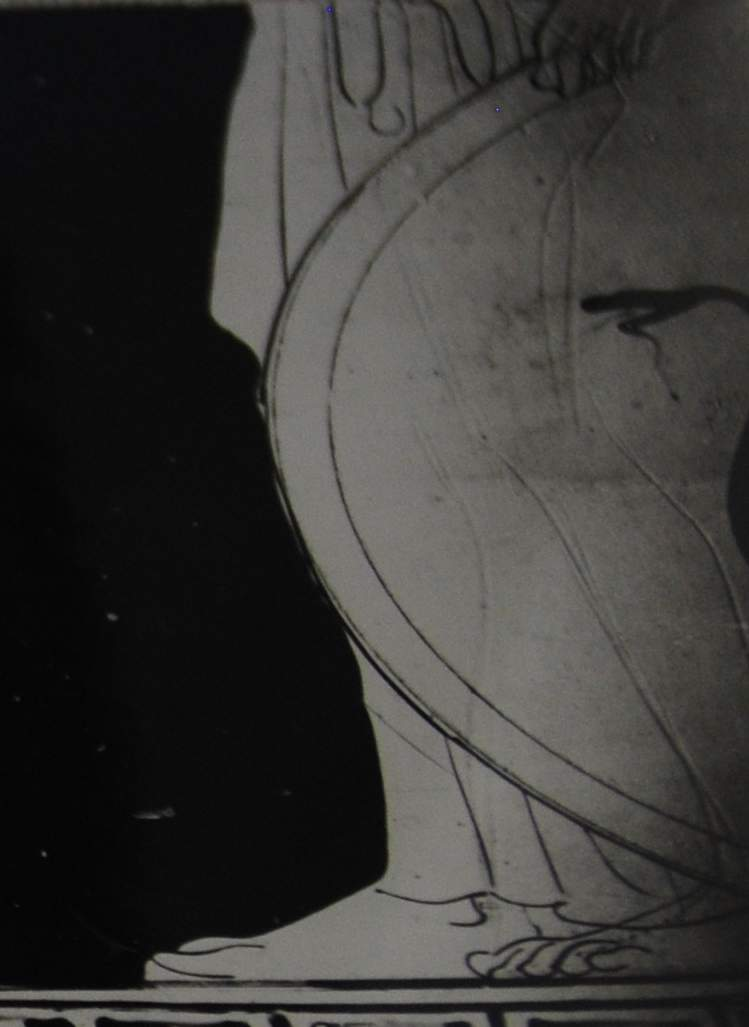
Detalle con el boceto preliminar visible debajo del escudo.

El ánfora de Hermonacte en Wurzburgo es una ánfora de cuello que fue realizada por el pintor de cerámica ática clásica, Hermonacte, en el estilo de figuras rojas, que fue pintada alrededor del año 450 a .C. El ánfora fue encontrada en una tumba etrusca en Vulci. Conservada originalmente en la Colección Feoli, pertenece a la colección de antigüedades del Martin von Wagner Museum de Wurzburgo, donde se expone con una tapa que probablemente no le pertenece.

## Descripción
Tanto la ejecución del trabajo del alfarero como la imaginería son típicas de los vasos de esta época. Hay cientos de ligeras variaciones del tema de la escena del guerrero armándose representada en la ánfora. Sin embargo, la pintura de esta ánfora, atribuida a Hermonacte por John Beazley, es de mayor calidad que la mayoría de las representaciones de este tema.
En la parte delantera aparece una mujer joven que ayuda a un joven a armarse. Ambos llevan solo un quitón. Mientras el joven se inclina un poco para ponerse la espada (aunque lo normal era ponerse primero las grebas), la mujer le pasa el casco, que tiene carrilleras y placa facial móviles. También sostiene su escudo redondo, que tiene una serpiente como emblema. Faltan la coraza, las grebas y la lanza. Desde las guerras médicas, estos elementos eran habituales en los hoplitas atenienses. Aunque en la época en que se creó el vaso, la flota ateniense estaba adquiriendo un papel cada vez más importante en la guerra, el hoplita seguía siendo el ciudadano ideal en armas y se le representó de forma idealizada durante mucho tiempo. Además, el pelo largo ya no estaba de moda en el momento de la creación del vaso y remitía al periodo heroico de la época arcaica tardía en la que tuvieron lugar las guerras médicas.

## Interpretación
Existen dos teorías sobre quién es el representado. Por un lado, se ha sugerido que el joven es Aquiles recibiendo de su madre Tetis las armas fabricadas por Hefesto durante la guerra de Troya y que la imagen deriva de una escena del libro 19 de la Ilíada de Homero. Un detalle de este vaso apoya esta teoría: bajo el escudo hay varias líneas de los bocetos preliminares del pintor. Estos bocetos fueron hechos en la arcilla a medio secar antes de la cocción con la barbotina con la que se cubrió antes de ser cocida. En ellos se aprecia que la figura femenina estaba originalmente destinada a estar desnuda. Por lo general, las únicas mujeres que se representaban desnudas en el arte griego eran las diosas, las figuras mitológicas como las ménades o las ninfas, y las prostitutas.
Una segunda teoría considera que el joven, según las costumbres atenienses a esa edad, que probablemente aún no estaba casado, es simplemente un guerrero griego que se prepara para una campaña. Una escena así solo podría tener lugar en un entorno doméstico. La mujer representada en la escena es demasiado joven para ser su madre, por lo que podría ser la hermana del joven. Es posible que Hermonacte creara conscientemente una distinción entre las esferas divina y humana. Otro factor a favor de la segunda teoría es el hecho de que las personas y las armas parecen muy delicadas y apenas divinas.
El reverso del vaso muestra a un hombre con una lanza en proceso de partida a la guerra, recibiendo una pátera de una mujer que la llena de una jarra. Esto podría significar el aspecto religioso de la partida a la guerra, la ofrenda de la partida.